# Vòng bảng UEFA Champions League 2023–24
Vòng bảng UEFA Champions League 2023–24 bắt đầu vào ngày 19 tháng 9 năm 2023 và kết thúc vào ngày 13 tháng 12 năm 2023. Có tổng cộng 32 đội thi đấu ở vòng bảng để xác định 16 suất vào vòng đấu loại trực tiếp của UEFA Champions League 2023–24.
Union Berlin và Antwerp có lần đầu tiên ra mắt ở vòng bảng. Đây là lần góp mặt đầu tiên của câu lạc bộ Bỉ ở Cúp C1 châu Âu kể từ khi họ bị loại ở vòng một vào mùa giải 1957–58 và là lần đầu tiên cho đội bóng Đức. Có tổng cộng 15 hiệp hội quốc gia được đại diện ở vòng bảng.
Đây là mùa giải cuối cùng với thể thức vòng bảng, được thay thế bởi thể thức vòng đấu hạng bắt đầu từ mùa giải tiếp theo.

## Các đội bóng
Dưới đây là các đội tham dự (với hệ số câu lạc bộ UEFA năm 2023), được xếp theo nhóm hạt giống của họ. Họ bao gồm:
- 26 đội tham dự vào vòng này
- 6 đội thắng của vòng play-off (4 đội từ Nhóm các đội vô địch, 2 đội từ Nhóm các đội không vô địch)

| Chú thích màu sắc                                                      |
| ---------------------------------------------------------------------- |
| Đội nhất và nhì bảng đi tiếp vào vòng 16 đội                           |
| Đội đứng thứ ba tham dự vòng play-off đấu loại trực tiếp Europa League |

| Hiệp hội | Đội                 | Hệ số   |
| -------- | ------------------- | ------- |
| TH & 1   | Manchester City     | 145.000 |
| EL       | Sevilla             | 91.000  |
| 2        | Barcelona           | 98.000  |
| 3        | Napoli              | 81.000  |
| 4        | Bayern Munich       | 136.000 |
| 5        | Paris Saint-Germain | 112.000 |
| 6        | Benfica             | 82.000  |
| 7        | Feyenoord           | 51.000  |

| Đội               | Hệ số   |
| ----------------- | ------- |
| Real Madrid       | 121.000 |
| Manchester United | 104.000 |
| Inter Milan       | 96.000  |
| Borussia Dortmund | 86.000  |
| Atlético Madrid   | 85.000  |
| RB Leipzig        | 84.000  |
| Porto             | 81.000  |
| Arsenal           | 76.000  |

| Đội               | Ghi chú | Hệ số  |
| ----------------- | ------- | ------ |
| Shakhtar Donetsk  |         | 63.000 |
| Red Bull Salzburg |         | 59.000 |
| Milan             |         | 50.000 |
| Braga             | [LP]    | 44.000 |
| PSV Eindhoven     | [LP]    | 43.000 |
| Lazio             |         | 42.000 |
| Red Star Belgrade |         | 42.000 |
| Copenhagen        | [CP]    | 40.500 |

| Đội              | Ghi chú | Hệ số  |
| ---------------- | ------- | ------ |
| Young Boys       | [CP]    | 34.500 |
| Real Sociedad    |         | 33.000 |
| Galatasaray      | [CP]    | 31.500 |
| Celtic           |         | 31.000 |
| Newcastle United |         | 21.914 |
| Union Berlin     |         | 17.000 |
| Antwerp          | [CP]    | 17.000 |
| Lens             |         | 12.232 |

Ghi chú
1. TH Đương kim vô địch Champions League, tự động được xếp vào Nhóm 1 với tư cách hạt giống hàng đầu.
2. EL Đương kim vô địch Europa League, tự động được xếp vào Nhóm 1 với tư cách hạt giống hàng đầu thứ hai.
3. CP Đội thắng của Nhóm các đội vô địch.
4. LP Đội thắng của Nhóm các đội không vô địch.

## Các bảng
Lịch thi đấu được công bố vào ngày 2 tháng 9 năm 2023, hai ngày sau lễ bốc thăm. Các trận đấu được diễn ra vào ngày 19–20 tháng 9, 3–4 tháng 10, 24–25 tháng 10, 7–8 tháng 11, 28–29 tháng 11 và  12–13 tháng 12 năm 2023. Thời gian bắt đầu trận đấu được lên lịch là 18:45 (hai trận đấu vào mỗi ngày) và 21:00 (sáu trận đấu còn lại) CET/CEST.
Thời gian là CET/CEST, do UEFA liệt kê (giờ địa phương nếu khác nhau thì được hiển thị trong ngoặc đơn).

### Bảng A
| VT | Đội               | ST | T | H | B | BT | BB | HS | Đ  | Giành quyền tham dự                 |  | BAY | CPH | GAL | MUN |
| -- | ----------------- | -- | - | - | - | -- | -- | -- | -- | ----------------------------------- |  | --- | --- | --- | --- |
| 1  | Bayern Munich     | 6  | 5 | 1 | 0 | 12 | 6  | +6 | 16 | Đi tiếp vào vòng đấu loại trực tiếp |  | —   | 0–0 | 2–1 | 4–3 |
| 2  | Copenhagen        | 6  | 2 | 2 | 2 | 8  | 8  | 0  | 8  | Đi tiếp vào vòng đấu loại trực tiếp |  | 1–2 | —   | 1–0 | 4–3 |
| 3  | Galatasaray       | 6  | 1 | 2 | 3 | 10 | 13 | −3 | 5  | Chuyển qua Europa League            |  | 1–3 | 2–2 | —   | 3–3 |
| 4  | Manchester United | 6  | 1 | 1 | 4 | 12 | 15 | −3 | 4  |                                     |  | 0–1 | 1–0 | 2–3 | —   |

| Galatasaray           | 2–2      | Copenhagen                        |
| --------------------- | -------- | --------------------------------- |
| - Boey 86' - Tetê 88' | Chi tiết | - Elyounoussi 35' - Gonçalves 58' |

| Bayern Munich                                          | 4–3      | Manchester United                   |
| ------------------------------------------------------ | -------- | ----------------------------------- |
| - Sané 28' - Gnabry 32' - Kane 53' (ph.đ.) - Tel 90+2' | Chi tiết | - Højlund 49' - Casemiro 88', 90+5' |

| Manchester United  | 2–3      | Galatasaray                              |
| ------------------ | -------- | ---------------------------------------- |
| - Højlund 17', 67' | Chi tiết | - Zaha 23' - Aktürkoğlu 71' - Icardi 81' |

| Copenhagen    | 1–2      | Bayern Munich           |
| ------------- | -------- | ----------------------- |
| - Lerager 56' | Chi tiết | - Musiala 67' - Tel 83' |

| Galatasaray          | 1–3      | Bayern Munich                       |
| -------------------- | -------- | ----------------------------------- |
| - Icardi 30' (ph.đ.) | Chi tiết | - Coman 8' - Kane 73' - Musiala 79' |

| Manchester United | 1–0      | Copenhagen |
| ----------------- | -------- | ---------- |
| - Maguire 72'     | Chi tiết |            |

| Bayern Munich   | 2–1      | Galatasaray     |
| --------------- | -------- | --------------- |
| - Kane 80', 86' | Chi tiết | - Bakambu 90+3' |

| Copenhagen                                                               | 4–3      | Manchester United                         |
| ------------------------------------------------------------------------ | -------- | ----------------------------------------- |
| - Elyounoussi 45' - Gonçalves 45+9' (ph.đ.) - Lerager 83' - Bardghji 87' | Chi tiết | - Højlund 3', 28' - Fernandes 69' (ph.đ.) |

| Galatasaray                        | 3–3      | Manchester United                              |
| ---------------------------------- | -------- | ---------------------------------------------- |
| - Ziyech 29', 62' - Aktürkoğlu 71' | Chi tiết | - Garnacho 11' - Fernandes 18' - McTominay 55' |

| Bayern Munich | 0–0      | Copenhagen |
| ------------- | -------- | ---------- |
|               | Chi tiết |            |

| Manchester United | 0–1      | Bayern Munich |
| ----------------- | -------- | ------------- |
|                   | Chi tiết | - Coman 70'   |

| Copenhagen    | 1–0      | Galatasaray |
| ------------- | -------- | ----------- |
| - Lerager 58' | Chi tiết |             |

### Bảng B
| VT | Đội           | ST | T | H | B | BT | BB | HS  | Đ  | Giành quyền tham dự                 |  | ARS | PSV | LEN | SEV |
| -- | ------------- | -- | - | - | - | -- | -- | --- | -- | ----------------------------------- |  | --- | --- | --- | --- |
| 1  | Arsenal       | 6  | 4 | 1 | 1 | 16 | 4  | +12 | 13 | Đi tiếp vào vòng đấu loại trực tiếp |  | —   | 4–0 | 6–0 | 2–0 |
| 2  | PSV Eindhoven | 6  | 2 | 3 | 1 | 8  | 10 | −2  | 9  | Đi tiếp vào vòng đấu loại trực tiếp |  | 1–1 | —   | 1–0 | 2–2 |
| 3  | Lens          | 6  | 2 | 2 | 2 | 6  | 11 | −5  | 8  | Chuyển qua Europa League            |  | 2–1 | 1–1 | —   | 2–1 |
| 4  | Sevilla       | 6  | 0 | 2 | 4 | 7  | 12 | −5  | 2  |                                     |  | 1–2 | 2–3 | 1–1 | —   |

| Sevilla      | 1–1      | Lens          |
| ------------ | -------- | ------------- |
| - Ocampos 9' | Chi tiết | - Fulgini 24' |

| Arsenal                                                     | 4–0      | PSV Eindhoven |
| ----------------------------------------------------------- | -------- | ------------- |
| - Saka 8' - Trossard 20' - Gabriel Jesus 38' - Ødegaard 70' | Chi tiết |               |

| Lens                       | 2–1      | Arsenal             |
| -------------------------- | -------- | ------------------- |
| - Thomasson 25' - Wahi 69' | Chi tiết | - Gabriel Jesus 14' |

| PSV Eindhoven                      | 2–2      | Sevilla                      |
| ---------------------------------- | -------- | ---------------------------- |
| - De Jong 86' (ph.đ.) - Teze 90+5' | Chi tiết | - Gudelj 68' - En-Nesyri 87' |

| Sevilla      | 1–2      | Arsenal                                |
| ------------ | -------- | -------------------------------------- |
| - Gudelj 58' | Chi tiết | - Martinelli 45+4' - Gabriel Jesus 53' |

| Lens       | 1–1      | PSV Eindhoven  |
| ---------- | -------- | -------------- |
| - Wahi 65' | Chi tiết | - Bakayoko 54' |

| Arsenal                   | 2–0      | Sevilla |
| ------------------------- | -------- | ------- |
| - Trossard 29' - Saka 64' | Chi tiết |         |

| PSV Eindhoven | 1–0      | Lens |
| ------------- | -------- | ---- |
| - De Jong 12' | Chi tiết |      |

| Sevilla                     | 2–3      | PSV Eindhoven                                  |
| --------------------------- | -------- | ---------------------------------------------- |
| - Ramos 24' - En-Nesyri 47' | Chi tiết | - Saibari 68' - Gudelj 81' (l.n.) - Pepi 90+2' |

| Arsenal                                                                                               | 6–0      | Lens |
| --- | -------- | ---- |
| - Havertz 13' - Gabriel Jesus 21' - Saka 23' - Martinelli 27' - Ødegaard 45+1' - Jorginho 86' (ph.đ.) | Chi tiết |      |

| Lens                                     | 2–1      | Sevilla             |
| ---------------------------------------- | -------- | ------------------- |
| - Frankowski 63' (ph.đ.) - Fulgini 90+6' | Chi tiết | - Ramos 79' (ph.đ.) |

| PSV Eindhoven   | 1–1      | Arsenal       |
| --------------- | -------- | ------------- |
| - Vertessen 50' | Chi tiết | - Nketiah 42' |

### Bảng C
| VT | Đội          | ST | T | H | B | BT | BB | HS | Đ  | Giành quyền tham dự                 |  | RMA | NAP | BRA | UBE |
| -- | ------------ | -- | - | - | - | -- | -- | -- | -- | ----------------------------------- |  | --- | --- | --- | --- |
| 1  | Real Madrid  | 6  | 6 | 0 | 0 | 16 | 7  | +9 | 18 | Đi tiếp vào vòng đấu loại trực tiếp |  | —   | 4–2 | 3–0 | 1–0 |
| 2  | Napoli       | 6  | 3 | 1 | 2 | 10 | 9  | +1 | 10 | Đi tiếp vào vòng đấu loại trực tiếp |  | 2–3 | —   | 2–0 | 1–1 |
| 3  | Braga        | 6  | 1 | 1 | 4 | 6  | 12 | −6 | 4  | Chuyển qua Europa League            |  | 1–2 | 1–2 | —   | 1–1 |
| 4  | Union Berlin | 6  | 0 | 2 | 4 | 6  | 10 | −4 | 2  |                                     |  | 2–3 | 0–1 | 2–3 | —   |

| Real Madrid      | 1–0      | Union Berlin |
| ---------------- | -------- | ------------ |
| Bellingham 90+4' | Chi tiết |              |

| Braga       | 1–2      | Napoli                                  |
| ----------- | -------- | --------------------------------------- |
| - Bruma 84' | Chi tiết | - Di Lorenzo 45+1' - Niakaté 88' (l.n.) |

| Union Berlin      | 2–3      | Braga                                    |
| ----------------- | -------- | ---------------------------------------- |
| - Becker 30', 37' | Chi tiết | - Niakaté 41' - Bruma 51' - Castro 90+4' |

| Napoli                                 | 2–3      | Real Madrid                                        |
| -------------------------------------- | -------- | -------------------------------------------------- |
| - Østigård 19' - Zieliński 54' (ph.đ.) | Chi tiết | - Vinícius 27' - Bellingham 34' - Meret 78' (l.n.) |

| Braga       | 1–2      | Real Madrid                    |
| ----------- | -------- | ------------------------------ |
| - Djaló 63' | Chi tiết | - Rodrygo 16' - Bellingham 61' |

| Union Berlin | 0–1      | Napoli          |
| ------------ | -------- | --------------- |
|              | Chi tiết | - Raspadori 65' |

| Napoli         | 1–1      | Union Berlin |
| -------------- | -------- | ------------ |
| - Politano 39' | Chi tiết | - Fofana 52' |

| Real Madrid                               | 3–0      | Braga |
| ----------------------------------------- | -------- | ----- |
| - Brahim 27' - Vinícius 58' - Rodrygo 61' | Chi tiết |       |

| Real Madrid                                             | 4–2      | Napoli                            |
| ------------------------------------------------------- | -------- | --------------------------------- |
| - Rodrygo 11' - Bellingham 22' - Paz 84' - Joselu 90+4' | Chi tiết | - Simeone 9' - Zambo Anguissa 47' |

| Braga     | 1–1      | Union Berlin |
| --------- | -------- | ------------ |
| Djaló 51' | Chi tiết | Gosens 42'   |

| Napoli                           | 2–0      | Braga |
| -------------------------------- | -------- | ----- |
| - Saatçı 9' (l.n.) - Osimhen 33' | Chi tiết |       |

| Union Berlin               | 2–3      | Real Madrid                      |
| -------------------------- | -------- | -------------------------------- |
| - Volland 45+1' - Král 85' | Chi tiết | - Joselu 61', 72' - Ceballos 89' |

### Bảng D
| VT | Đội               | ST | T | H | B | BT | BB | HS | Đ  | Giành quyền tham dự                 |  | RSO | INT | BEN | SAL |
| -- | ----------------- | -- | - | - | - | -- | -- | -- | -- | ----------------------------------- |  | --- | --- | --- | --- |
| 1  | Real Sociedad     | 6  | 3 | 3 | 0 | 7  | 2  | +5 | 12 | Đi tiếp vào vòng đấu loại trực tiếp |  | —   | 1–1 | 3–1 | 0–0 |
| 2  | Inter Milan       | 6  | 3 | 3 | 0 | 8  | 5  | +3 | 12 | Đi tiếp vào vòng đấu loại trực tiếp |  | 0–0 | —   | 1–0 | 2–1 |
| 3  | Benfica           | 6  | 1 | 1 | 4 | 7  | 11 | −4 | 4  | Chuyển qua Europa League            |  | 0–1 | 3–3 | —   | 0–2 |
| 4  | Red Bull Salzburg | 6  | 1 | 1 | 4 | 4  | 8  | −4 | 4  |                                     |  | 0–2 | 0–1 | 1–3 | —   |

1. 1 2  Bằng nhau ở điểm, hiệu số bàn thắng thua và số bàn thắng ghi được đối đầu. Hiệu số bàn thắng thua ở tất cả các trận đấu: Real Sociedad +5, Inter Milan +3.
2. 1 2  Bằng nhau ở điểm, hiệu số bàn thắng thua, số bàn thắng ghi được đối đầu và hiệu số bàn thắng thua ở tất cả các trận đấu. Số bàn thắng ghi được ở tất cả các trận đấu: Benfica 7, Red Bull Salzburg 4.

| Real Sociedad | 1–1      | Inter Milan    |
| ------------- | -------- | -------------- |
| - Méndez 4'   | Chi tiết | - Martínez 87' |

| Benfica | 0–2      | Red Bull Salzburg                |
| ------- | -------- | -------------------------------- |
|         | Chi tiết | - Šimić 15' (ph.đ.) - Gloukh 51' |

| Red Bull Salzburg | 0–2      | Real Sociedad               |
| ----------------- | -------- | --------------------------- |
|                   | Chi tiết | - Oyarzabal 7' - Méndez 27' |

| Inter Milan  | 1–0      | Benfica |
| ------------ | -------- | ------- |
| - Thuram 62' | Chi tiết |         |

| Inter Milan                            | 2–1      | Red Bull Salzburg |
| -------------------------------------- | -------- | ----------------- |
| - Sánchez 19' - Çalhanoğlu 64' (ph.đ.) | Chi tiết | - Gloukh 57'      |

| Benfica | 0–1      | Real Sociedad |
| ------- | -------- | ------------- |
|         | Chi tiết | - Méndez 63'  |

| Real Sociedad                                 | 3–1      | Benfica          |
| --------------------------------------------- | -------- | ---------------- |
| - Merino 6' - Oyarzabal 11' - Barrenetxea 21' | Chi tiết | - Rafa Silva 49' |

| Red Bull Salzburg | 0–1      | Inter Milan            |
| ----------------- | -------- | ---------------------- |
|                   | Chi tiết | - Martínez 85' (ph.đ.) |

| Benfica                   | 3–3      | Inter Milan                                           |
| ------------------------- | -------- | ----------------------------------------------------- |
| - João Mário 5', 13', 34' | Chi tiết | - Arnautović 51' - Frattesi 58' - Sánchez 72' (ph.đ.) |

| Real Sociedad | 0–0      | Red Bull Salzburg |
| ------------- | -------- | ----------------- |
|               | Chi tiết |                   |

| Inter Milan | 0–0      | Real Sociedad |
| ----------- | -------- | ------------- |
|             | Chi tiết |               |

| Red Bull Salzburg | 1–3      | Benfica                                        |
| ----------------- | -------- | ---------------------------------------------- |
| - Sučić 57'       | Chi tiết | - Di María 32' - R. Silva 45+1' - Cabral 90+2' |

### Bảng E
| VT | Đội             | ST | T | H | B | BT | BB | HS  | Đ  | Giành quyền tham dự                 |  | ATM | LAZ | FEY | CEL |
| -- | --------------- | -- | - | - | - | -- | -- | --- | -- | ----------------------------------- |  | --- | --- | --- | --- |
| 1  | Atlético Madrid | 6  | 4 | 2 | 0 | 17 | 6  | +11 | 14 | Đi tiếp vào vòng đấu loại trực tiếp |  | —   | 2–0 | 3–2 | 6–0 |
| 2  | Lazio           | 6  | 3 | 1 | 2 | 7  | 7  | 0   | 10 | Đi tiếp vào vòng đấu loại trực tiếp |  | 1–1 | —   | 1–0 | 2–0 |
| 3  | Feyenoord       | 6  | 2 | 0 | 4 | 9  | 10 | −1  | 6  | Chuyển qua Europa League            |  | 1–3 | 3–1 | —   | 2–0 |
| 4  | Celtic          | 6  | 1 | 1 | 4 | 5  | 15 | −10 | 4  |                                     |  | 2–2 | 1–2 | 2–1 | —   |

| Feyenoord                        | 2–0      | Celtic |
| -------------------------------- | -------- | ------ |
| - Stengs 45+2' - Jahanbakhsh 76' | Chi tiết |        |

| Lazio            | 1–1      | Atlético Madrid |
| ---------------- | -------- | --------------- |
| - Provedel 90+5' | Chi tiết | - Barrios 29'   |

| Atlético Madrid                     | 3–2      | Feyenoord                        |
| ----------------------------------- | -------- | -------------------------------- |
| - Morata 12', 47' - Griezmann 45+4' | Chi tiết | - Hermoso 7' (l.n.) - Hancko 34' |

| Celtic          | 1–2      | Lazio                      |
| --------------- | -------- | -------------------------- |
| - Furuhashi 12' | Chi tiết | - Vecino 29' - Pedro 90+5' |

| Feyenoord                           | 3–1      | Lazio               |
| ----------------------------------- | -------- | ------------------- |
| - Giménez 31', 74' - Zerrouki 45+2' | Chi tiết | - Pedro 83' (ph.đ.) |

| Celtic                     | 2–2      | Atlético Madrid              |
| -------------------------- | -------- | ---------------------------- |
| - Furuhashi 4' - Palma 28' | Chi tiết | - Griezmann 25' - Morata 53' |

| Atlético Madrid                                               | 6–0      | Celtic |
| ------------------------------------------------------------- | -------- | ------ |
| - Griezmann 6', 60' - Morata 45+2', 76' - Lino 66' - Saúl 84' | Chi tiết |        |

| Lazio            | 1–0      | Feyenoord |
| ---------------- | -------- | --------- |
| - Immobile 45+1' | Chi tiết |           |

| Lazio               | 2–0      | Celtic |
| ------------------- | -------- | ------ |
| - Immobile 82', 85' | Chi tiết |        |

| Feyenoord     | 1–3      | Atlético Madrid                                            |
| ------------- | -------- | ---------------------------------------------------------- |
| - Wieffer 77' | Chi tiết | - Geertruida 14' (l.n.) - Hermoso 57' - Giménez 81' (l.n.) |

| Atlético Madrid           | 2–0      | Lazio |
| ------------------------- | -------- | ----- |
| - Griezmann 6' - Lino 51' | Chi tiết |       |

| Celtic                                  | 2–1      | Feyenoord    |
| --------------------------------------- | -------- | ------------ |
| - Palma 33' (ph.đ.) - Lagerbielke 90+1' | Chi tiết | - Minteh 82' |

### Bảng F
| VT | Đội                 | ST | T | H | B | BT | BB | HS | Đ  | Giành quyền tham dự                 |  | DOR | PAR | MIL | NEW |
| -- | ------------------- | -- | - | - | - | -- | -- | -- | -- | ----------------------------------- |  | --- | --- | --- | --- |
| 1  | Borussia Dortmund   | 6  | 3 | 2 | 1 | 7  | 4  | +3 | 11 | Đi tiếp vào vòng đấu loại trực tiếp |  | —   | 1–1 | 0–0 | 2–0 |
| 2  | Paris Saint-Germain | 6  | 2 | 2 | 2 | 9  | 8  | +1 | 8  | Đi tiếp vào vòng đấu loại trực tiếp |  | 2–0 | —   | 3–0 | 1–1 |
| 3  | Milan               | 6  | 2 | 2 | 2 | 5  | 8  | −3 | 8  | Chuyển qua Europa League            |  | 1–3 | 2–1 | —   | 0–0 |
| 4  | Newcastle United    | 6  | 1 | 2 | 3 | 6  | 7  | −1 | 5  |                                     |  | 0–1 | 4–1 | 1–2 | —   |

1. 1 2  Bằng nhau ở điểm đối đầu. Hiệu số bàn thắng thua đối đầu: Paris Saint-Germain +2, Milan −2.

| Milan | 0–0      | Newcastle United |
| ----- | -------- | ---------------- |
|       | Chi tiết |                  |

| Paris Saint-Germain               | 2–0      | Borussia Dortmund |
| --------------------------------- | -------- | ----------------- |
| - Mbappé 49' (ph.đ.) - Hakimi 58' | Chi tiết |                   |

| Borussia Dortmund | 0–0      | Milan |
| ----------------- | -------- | ----- |
|                   | Chi tiết |       |

| Newcastle United                                       | 4–1      | Paris Saint-Germain |
| ------------------------------------------------------ | -------- | ------------------- |
| - Almirón 17' - Burn 39' - Longstaff 50' - Schär 90+1' | Chi tiết | - Hernandez 56'     |

| Paris Saint-Germain                             | 3–0      | Milan |
| ----------------------------------------------- | -------- | ----- |
| - Mbappé 32' - Kolo Muani 53' - Lee Kang-in 89' | Chi tiết |       |

| Newcastle United | 0–1      | Borussia Dortmund |
| ---------------- | -------- | ----------------- |
|                  | Chi tiết | - Nmecha 45'      |

| Borussia Dortmund           | 2–0      | Newcastle United |
| --------------------------- | -------- | ---------------- |
| - Füllkrug 26' - Brandt 79' | Chi tiết |                  |

| Milan                   | 2–1      | Paris Saint-Germain |
| ----------------------- | -------- | ------------------- |
| - Leão 12' - Giroud 50' | Chi tiết | - Škriniar 9'       |

| Paris Saint-Germain    | 1–1      | Newcastle United |
| ---------------------- | -------- | ---------------- |
| - Mbappé 90+8' (ph.đ.) | Chi tiết | - Isak 24'       |

| Milan           | 1–3      | Borussia Dortmund                                    |
| --------------- | -------- | ---------------------------------------------------- |
| - Chukwueze 37' | Chi tiết | - Reus 10' (ph.đ.) - Bynoe-Gittens 59' - Adeyemi 69' |

| Borussia Dortmund | 1–1      | Paris Saint-Germain |
| ----------------- | -------- | ------------------- |
| - Adeyemi 51'     | Chi tiết | - Zaïre-Emery 56'   |

| Newcastle United | 1–2      | Milan                         |
| ---------------- | -------- | ----------------------------- |
| - Joelinton 33'  | Chi tiết | - Pulisic 59' - Chukwueze 84' |

### Bảng G
| VT | Đội               | ST | T | H | B | BT | BB | HS  | Đ  | Giành quyền tham dự                 |  | MCI | RBL | YB  | ZVE |
| -- | ----------------- | -- | - | - | - | -- | -- | --- | -- | ----------------------------------- |  | --- | --- | --- | --- |
| 1  | Manchester City   | 6  | 6 | 0 | 0 | 18 | 7  | +11 | 18 | Đi tiếp vào vòng đấu loại trực tiếp |  | —   | 3–2 | 3–0 | 3–1 |
| 2  | RB Leipzig        | 6  | 4 | 0 | 2 | 13 | 10 | +3  | 12 | Đi tiếp vào vòng đấu loại trực tiếp |  | 1–3 | —   | 2–1 | 3–1 |
| 3  | Young Boys        | 6  | 1 | 1 | 4 | 7  | 13 | −6  | 4  | Chuyển qua Europa League            |  | 1–3 | 1–3 | —   | 2–0 |
| 4  | Red Star Belgrade | 6  | 0 | 1 | 5 | 7  | 15 | −8  | 1  |                                     |  | 2–3 | 1–2 | 2–2 | —   |

| Young Boys | 1–3      | RB Leipzig                                |
| ---------- | -------- | ----------------------------------------- |
| - Elia 33' | Chi tiết | - Simakan 3' - Schlager 73' - Šeško 90+2' |

| Manchester City                | 3–1      | Red Star Belgrade |
| ------------------------------ | -------- | ----------------- |
| - Álvarez 47', 60' - Rodri 73' | Chi tiết | - Bukari 45'      |

| RB Leipzig   | 1–3      | Manchester City                        |
| ------------ | -------- | -------------------------------------- |
| - Openda 48' | Chi tiết | - Foden 25' - Álvarez 84' - Doku 90+2' |

| Red Star Belgrade         | 2–2      | Young Boys                        |
| ------------------------- | -------- | --------------------------------- |
| - Ndiaye 35' - Bukari 88' | Chi tiết | - Ugrinic 48' - Itten 61' (ph.đ.) |

| RB Leipzig                         | 3–1      | Red Star Belgrade |
| ---------------------------------- | -------- | ----------------- |
| - Raum 12' - Simons 59' - Olmo 84' | Chi tiết | - Stamenić 70'    |

| Young Boys | 1–3      | Manchester City                         |
| ---------- | -------- | --------------------------------------- |
| - Elia 52' | Chi tiết | - Akanji 48' - Haaland 67' (ph.đ.), 86' |

| Manchester City                          | 3–0      | Young Boys |
| ---------------------------------------- | -------- | ---------- |
| - Haaland 25' (ph.đ.), 51' - Foden 45+1' | Chi tiết |            |

| Red Star Belgrade     | 1–2      | RB Leipzig               |
| --------------------- | -------- | ------------------------ |
| - Henrichs 81' (l.n.) | Chi tiết | - Simons 8' - Openda 77' |

| Manchester City                         | 3–2      | RB Leipzig        |
| --------------------------------------- | -------- | ----------------- |
| - Haaland 54' - Foden 70' - Álvarez 87' | Chi tiết | - Openda 13', 33' |

| Young Boys                         | 2–0      | Red Star Belgrade |
| ---------------------------------- | -------- | ----------------- |
| - Nedeljković 8' (l.n.) - Blum 29' | Chi tiết |                   |

| RB Leipzig                 | 2–1      | Young Boys   |
| -------------------------- | -------- | ------------ |
| - Šeško 51' - Forsberg 56' | Chi tiết | - Colley 53' |

| Red Star Belgrade         | 2–3      | Manchester City                                  |
| ------------------------- | -------- | ------------------------------------------------ |
| - Hwang 76' - Katai 90+1' | Chi tiết | - Hamilton 19' - Bobb 62' - Phillips 85' (ph.đ.) |

### Bảng H
| VT | Đội              | ST | T | H | B | BT | BB | HS  | Đ  | Giành quyền tham dự                 |  | BAR | POR | SHK | ANT |
| -- | ---------------- | -- | - | - | - | -- | -- | --- | -- | ----------------------------------- |  | --- | --- | --- | --- |
| 1  | Barcelona        | 6  | 4 | 0 | 2 | 12 | 6  | +6  | 12 | Đi tiếp vào vòng đấu loại trực tiếp |  | —   | 2–1 | 2–1 | 5–0 |
| 2  | Porto            | 6  | 4 | 0 | 2 | 15 | 8  | +7  | 12 | Đi tiếp vào vòng đấu loại trực tiếp |  | 0–1 | —   | 5–3 | 2–0 |
| 3  | Shakhtar Donetsk | 6  | 3 | 0 | 3 | 10 | 12 | −2  | 9  | Chuyển qua Europa League            |  | 1–0 | 1–3 | —   | 1–0 |
| 4  | Antwerp          | 6  | 1 | 0 | 5 | 6  | 17 | −11 | 3  |                                     |  | 3–2 | 1–4 | 2–3 | —   |

1. 1 2  Điểm đối đầu: Barcelona 6, Porto 0.

| Barcelona                                                           | 5–0      | Antwerp |
| ------------------------------------------------------------------- | -------- | ------- |
| - Félix 11', 66' - Lewandowski 19' - Bataille 22' (l.n.) - Gavi 54' | Chi tiết |         |

| Shakhtar Donetsk | 1–3      | Porto                         |
| ---------------- | -------- | ----------------------------- |
| - Kelsy 13'      | Chi tiết | - Galeno 8', 15' - Taremi 29' |

| Antwerp                    | 2–3      | Shakhtar Donetsk                 |
| -------------------------- | -------- | -------------------------------- |
| - Muja 3' - Balikwisha 33' | Chi tiết | - Sikan 48', 76' - Rakitskyi 71' |

| Porto | 0–1      | Barcelona      |
| ----- | -------- | -------------- |
|       | Chi tiết | - Torres 45+1' |

| Barcelona                | 2–1      | Shakhtar Donetsk |
| ------------------------ | -------- | ---------------- |
| - Torres 28' - López 36' | Chi tiết | - Sudakov 62'    |

| Antwerp     | 1–4      | Porto                                     |
| ----------- | -------- | ----------------------------------------- |
| - Yusuf 37' | Chi tiết | - Evanilson 46', 69', 84' - Eustáquio 54' |

| Shakhtar Donetsk | 1–0      | Barcelona |
| ---------------- | -------- | --------- |
| - Sikan 40'      | Chi tiết |           |

| Porto                        | 2–0      | Antwerp |
| ---------------------------- | -------- | ------- |
| - Evanilson 13' - Pepe 90+1' | Chi tiết |         |

| Shakhtar Donetsk | 1–0      | Antwerp |
| ---------------- | -------- | ------- |
| - Matviyenko 12' | Chi tiết |         |

| Barcelona                 | 2–1      | Porto      |
| ------------------------- | -------- | ---------- |
| - Cancelo 32' - Félix 57' | Chi tiết | - Pepê 30' |

| Porto                                                    | 5–3      | Shakhtar Donetsk                                   |
| -------------------------------------------------------- | -------- | -------------------------------------------------- |
| - Galeno 9', 43' - Taremi 62' - Pepe 75' - Conceição 82' | Chi tiết | - Sikan 29' - Eustáquio 72' (l.n.) - Eguinaldo 88' |

| Antwerp                                         | 3–2      | Barcelona                 |
| ----------------------------------------------- | -------- | ------------------------- |
| - Vermeeren 2' - Janssen 56' - Ilenikhena 90+2' | Chi tiết | - Torres 35' - Guiu 90+1' |